# Friedrich von Fischer (General)
Freiherr Friedrich von Fischer (* 17. Juni 1826 in Semlin; † 19. April 1907 in Wien) war ein österreichischer General und Historiker.

## Leben
Fischer, 1826 in Semlin geboren, absolvierte die Theresianische Militärakademie und gehörte ab 1850 dem Generalstab an. Im Jahr 1857 wurde er dem kriegsgeschichtlichen Büro zugeteilt. 1866 war er im Rang eines Obersts als Generalstabschef beim Festungskommando Krakau im Einsatz. Nach dem Krieg wurde Fischer zum Vorstand des Büros für Kriegsgeschichte bestimmt, das unter seiner Leitung und Mitarbeit die Werke Der Krieg in Italien (3 Bände, Wien 1872) und Österreichische Kämpfe im Jahre 1866 (5 Bände, Wien 1867 bis 1869) veröffentlichte. 1873 wurde Fischer zum Generalmajor befördert und ab 1874 wurde er zum Kommandanten der Kriegsschule bestimmt, zu deren Absolventen unter seinem Kommando Feldmarschall Franz Conrad von Hötzendorf, Feldmarschall Hermann Kövess von Kövesshaza und andere Generäle zählten. 1878 erhielt er den Rang eines Feldmarschallleutnants. Im Jahr 1881 wurde er mit dem Titel Freiherr in den Adelsstand übernommen.
Friedrich Freiherr von Fischer verstarb 1907 im Alter von 80 Jahren in Wien.

## Werke
- Der Krieg in Schleswig und Jütland im Jahre 1864, 1866
- Vorlesungen über Einfachheit und Sicherheit in der Kriegsführung, 1870
- Der Feldzug 1815 in Belgien, 1897